# Basket Mestre 1958
Il Basket Mestre 1958, comunemente noto come Basket Mestre o per ragioni di sponsorizzazione come Gemini Mestre, è una società di pallacanestro maschile italiana con sede a Mestre (nel comune di Venezia). Dalla stagione 2025-2026 militerà in Serie A2.
È stato rifondato nel 2009, con l'intento di perpetuare la tradizione della precedente società, esistita fra il 1958 e il 1989. Tale società ha giocato in serie B nella stagione 1961-62 e ha ottenuto la promozione in serie A (seconda serie) da dove però retrocede l'anno successivo. Successivamente dalla stagione 1974-75 alla stagione 1987-1988 ha disputato il massimo campionato italiano tra Serie A1 e Serie A2. Per tre volte ha disputato la Coppa Korać.
Il Basket Mestre ha raggiunto i quarti di finale per l'assegnazione dello scudetto nel 1980-81. Inoltre ha vinto 6 titoli nazionali giovanili nelle categorie: Allievi, Juniores, Cadetti e Propaganda (dal 1975 al 1984, 1ª in Italia) e producendo giocatori arrivati a giocare nella squadra Nazionale (Villalta, Coldebella, Pilutti, Ancilotto).
Nella stagione 2023-2024 milita in Serie B Nazionale, terzo livello del campionato italiano di pallacanestro. Dalla stagione 2025-2026 giocherà in Serie A2.
Il Basket Mestre non va confuso con un'altra squadra cittadina: i Bears Mestre. Questi ultimi, nati nel 1990, hanno disputato alcune stagioni di Serie B d'Eccellenza a cavallo tra gli anni novanta e gli anni duemila, sfiorando la promozione in A2 nel 1999.
Nel luglio del 1984 il Basket Mestre segna il record nazionale di prima società a conquistare il titolo in tutte le categorie dei titoli nazionali giovanili, vincendo il titolo mancante della squadra "propaganda".

## Storia

### Nascita della pallacanestro a Mestre
Il primo campo di pallacanestro a Mestre fu previsto nel progetto dello stadio Francesco Baracca che prevedeva un campo da mt. 27 × 11 (molto lungo, per il tempo: basti pensare che poi i campi di pallacanestro furono da 26 x 14 fino agli anni 2000 ed attualmente sono 28 x 15) situato nella semilunetta nord del campo polisportivo stesso. Il progetto è datato 12 ottobre 1923 ed approvato il 17 successivo. Seguì una lettera da parte della Reale Confederazione di Ginnastica indirizzata a Turrini Lucrezia (C/O Hotel Vivit, Mestre) contenente il regolamento della pallacesto. 
La pallacanestro a Mestre nasce nel 1924 quando i signori e signore mestrine si allenarono al tiro su un canestro fatto con una cesta della frutta di 45 cm di diametro e situato a 3 metri d'altezza presso la bottega dell'ambulante di frutta e verdura Toffanello Enrico e situato all'angolo tra il viale Garibaldi e la via Spalti (fronte scuola Ticozzi) .
All'inaugurazione delle strutture del campo polisportivo, effettuata il 14 giugno 1925 vi fu anche una partita amichevole di pallacanestro (Novara Asej-Imea, terminata 28-12), nonché una gara goliardica ai tiri liberi tra Reyer Venezia (che stava allestendo la propria squadra di pallacanestro) e signore mestrine, vinta da quest'ultime. Il nascente basket mestrino però poi subì uno stop, causato dalla mancanza dei canestri: la Reyer se li era portati via, nonostante la Reale Confederazione di Ginnastica li avesse destinati a Mestre. Questo farà morire la giovanissima pallacanestro mestrina, pallacanestro che rimarrà praticata però a livello individuale-amatoriale e che rinascerà poi nel dopoguerra.

### I primi anni
Quindi, dopo la parentesi 1924-25, il Basket Mestre rinasce ufficialmente nel 1958 presso il campetto della chiesa di Sant'Antonio a Marghera sotto la presidenza Corich, ma solamente una stagione dopo si trasferisce nella palestra del Dopolavoro Edison (successivamente Dopolavoro Montedison).
La squadra cresce, e gioca già in serie B nella stagione 1961-62 ed ottiene la promozione in Serie A (seconda serie) dove però la prima apparizione sarà fugace, in quanto retrocede l'anno successivo ma da ricordare per i primi derby con la Reyer Venezia.
Le due stagioni seguenti vengono giocate ancora in serie B, mentre la stagione 1965-66 vede la riforma dei campionati e le serie da "A Elite", "A" e "B" cambiano nome in "A", "B" e "C" e riducono il numero di squadre partecipanti.
Sempre con lo sponsor Leacril la squadra vince il girone C di Serie C 1965-1966 ma perde le finali promozione contro l'Alpan Casale e deve aspettare il 1969 per salire di categoria.

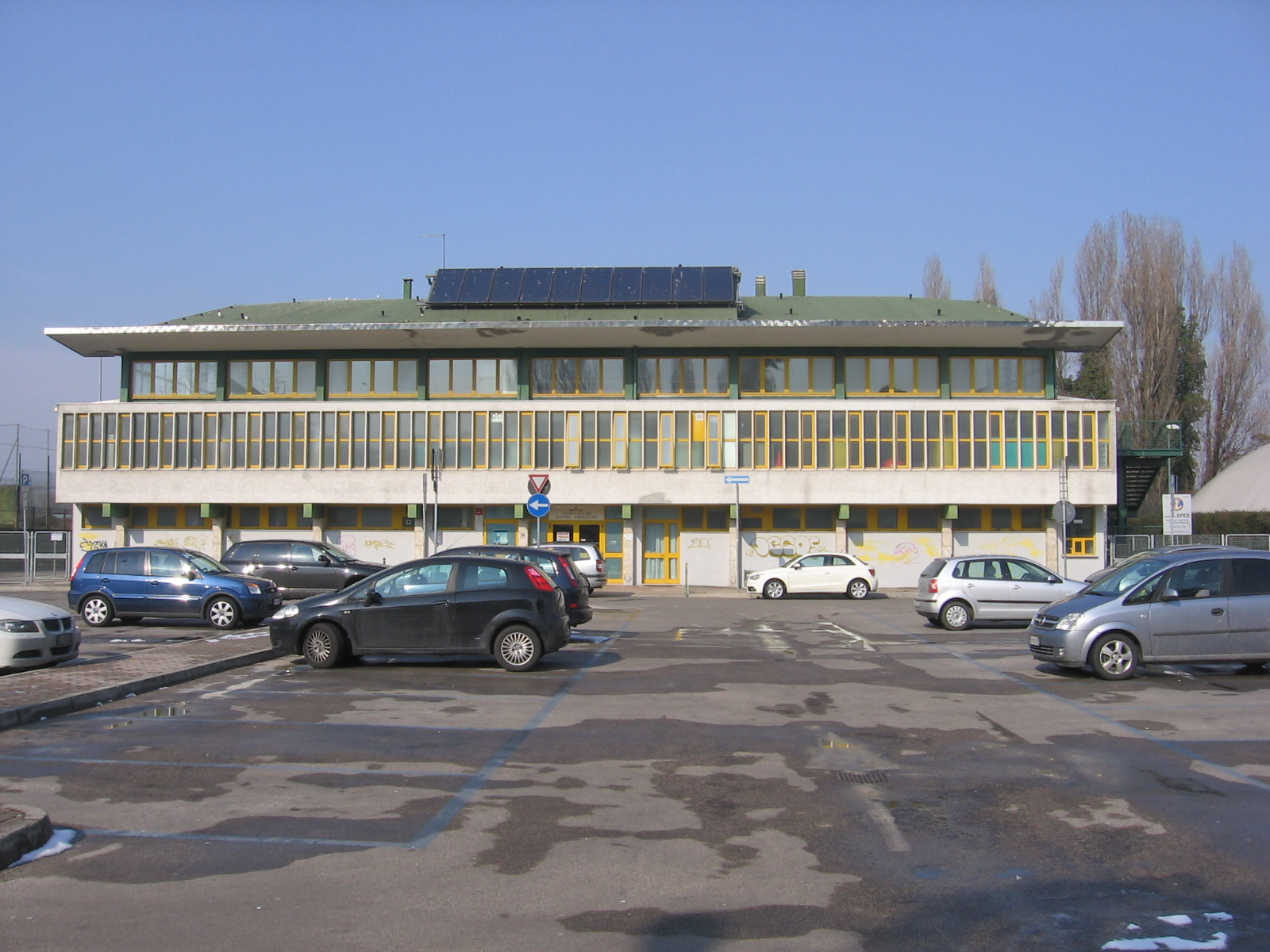
Il palasport (ex) "C.O.N.I." di via Olimpia a Mestre, successivamente dedicato a Davide Ancilotto.

Cambiato lo sponsor in Fluobrene, il Basket Mestre fa il salto di qualità con una serie di campionati di buon livello nella serie cadetta dal 1969-1970 al 1973-74 a guida di Augusto Giomo.
Dopo la prima salvezza raggiunta con tranquillità, nel successivo campionato, Mestre, impreziosita dall'arrivo di Giorgio Cedolini, lotta fino alle ultime giornate con la Gorena Padova, per la promozione in A.
La stagione successiva 1971-72 registra il quarto posto in classifica e il debutto del sedicenne Renato Villalta, mentre arrivano le prime soddisfazioni dal settore giovanile con il minibasket (all. Giampaolo Donega) si classifica secondo al torneo nazionale (preannunciando il primo scudetto giovanile di tre anni successivo),
Dopo una stagione a Padova nel 1973-1974 rientrano Cedolini e Gracis, e con l'esplosione di Renato Villalta la squadra mestrina vince il Girone B qualificandosi quindi al girone finale, che vede l'affermazione di Mestre a pari merito con la Scatto IBP Roma e la storica promozione in Serie A 1974-75.

### La Serie A

La Duco Mestre 1974-75.

Già da qualche anno il Basket Club Mestre si era trasferito nel nuovo Palasport di via Olimpia, il "C.O.N.I." (ora intitolato a Davide Ancilotto); ma l'impianto è troppo piccolo per ricevere l'omologazione necessaria per le partite di Serie A con la squadra che deve trasferirsi a Castelfranco Veneto. Ed è là che il 26 gennaio 1975 si registra il primo derby ufficiale di Serie A1 in casa mestrina, che viene vinto dalla Duco Mestre sulla Canon Venezia per 87-85, con i due liberi decisivi segnati dal capitano Giorgio Cedolini, bandiera Reyer negli anni '60.
Magra consolazione tuttavia, perché con la sconfitta agli spareggi del maggio 1975 a Genova con la IBP Roma e la Alco Bologna arriva la retrocessione nella nascente serie A2.
La stagione è comunque da ricordare per il trionfo della squadra DUCO Under 15 che si assicura il primo scudetto giovanile della società, proprio con il gruppo che nel 1972 aveva conquistato il secondo posto alle finali nazionali Propaganda.

Giorgio Cedolini, capitano della Duco Mestre, ai tiri liberi (9/9) "batte la Reyer" a Castelfranco il 26 gennaio 1975.

Le due successive stagioni 1975-76 e 1976-77, giocate in via Olimpia, si concludono con un buon 5º e 6º posto. Nel 1976 il marchio Duco lascia il posto al marchio Vidal come main sponsor e Mestre cede alla Sinudyne Bologna il ventunenne Renato Villalta per la stratosferica cifra, al tempo, di 400 milioni di lire (circa 4 milioni di euro ai giorni nostri considerati gli effetti inflazionistici).
Nella Serie A2 1977-78, Mestre parte male e il 10 gennaio esonera Sergio Curinga, sostituito da Roberto Zamarin. A fine campionato, la Vidal Mestre arriva allo spareggio di Trieste con la Mobiam Udine che vede la sconfitta della formazione mestrina e la retrocessione in Serie B.

### Il Mestre di Celada

Hartorne Wingo e Dulaine Harris.

Tuttavia nell'estate il patròn dell'Aurora Basket Alessandria, Pieraldo Celada, trasferisce la società a Mestre portandosi dunque dietro i diritti di A2 conquistati con la promozione nel precedente campionato di B, lo sponsor Superga, l'allenatore Massimo Mangano e qualche giocatore, concludendo l'estate con il roboante ingaggio della coppia di americani Dulaine Harris e Harthorne Wingo, quest'ultimo vincitore nel 1973 del titolo NBA con i New York Knicks e poi protagonista in Serie A1 con Cantù (due Coppe delle Coppe). Inoltre apre il Palazzetto di Via Cavergnaghi, successivamente intitolato a Giuseppe Taliercio, nuova capiente casa del Basket Mestre.
Risultato: Serie A1.

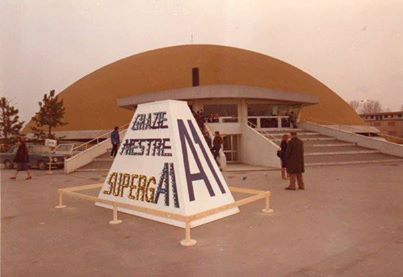
Il "Palazzetto" poi "Palasport Taliercio", nel 1979 e 1981 per le promozioni della Superga (Basket Mestre) in A1.

L'anno successivo la squadra retrocede dopo lo spareggio di Milano presso il Palasport di San Siro contro la Scavolini Pesaro, perso di un punto all'ultimo secondo. La partita è ricordata per il seguito record di tifosi al seguito delle due squadre: circa 5000 pesaresi al seguito (77 pullman) e oltre 3000 mestrini (39 pullman).
Il campionato 1980-1981 vede l'arrivo di Chuck Jura (lo "sceriffo del Nebraska") e John Brown, e il pronto ritorno di Mestre in Serie A1.
All'epoca le neopromosse dalla A2 disputavano i play-off scudetto e Mestre riesce a sconfiggere in due partite la Ferrarelle Rieti di Willie Sojourner e Roberto Brunamonti qualificandosi per i quarti di finale playoff, sfiorando poi la vittoria contro l'Olimpia Billy Milano di Dan Peterson in gara-1 al PalaLido, prima di cedere in gara-2 e terminare così la stagione.

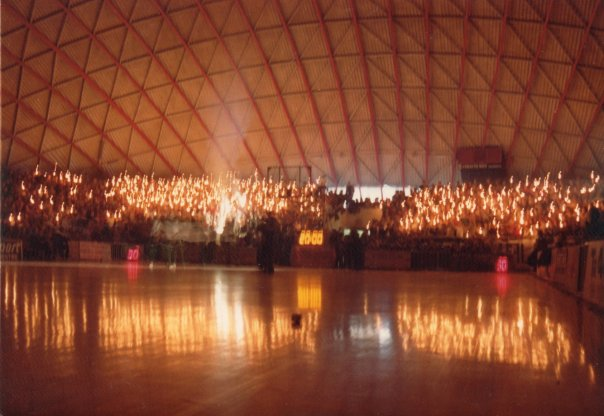
Palasport di Mestre, 1981, festa promozione in A1: ultima partita "seconda fase", Mestre-Treviso.

Nel 1981-82, sempre con Chuck Jura e John Brown e con un nucleo di giocatori italiani quali Andrea Forti, Fabio Colombo, Franz Arrigoni e l'esordiente Stefano Teso (che diverrà poi anche capitano), sono appena sei i punti in classifica al giro di boa: Mestre, targata in quella stagione Jesus Jeans, è ultima alla pari con la Bartolini Brindisi. Ma la squadra fa seguire un ottimo girone di ritorno (vincendo anche con le grandi Varese, Milano, Roma) fino a raggiungere una buona posizione di centroclassifica ed ottiene la salvezza con una giornata d'anticipo sfiorando i playoff, non raggiunti per i risultati negli scontri diretti con la Lattesole Bologna. Si chiude così l'era Mangano dopo quattro stagioni.
Nel 1982-1983 con l'avvento del marchio Lebole la squadra viene rinnovata pesantemente e affidata all'allenatore spagnolo Moncho Monsalve che viene poi sostituito dall'allenatore delle giovanili Claudio Bardini: è una stagione travagliata che termina con la retrocessione in Serie A2. Nella stagione l'unico successo significativo è la vittoria contro il Banco Roma con i 22 punti segnati da Paolo Lanza (record personale).
Tornata in Serie A2 Mestre vede un ridimensionamento del budget e l'arrivo di Bill Collins e Craig Shelton e chiude il 1983-1984 in undicesima posizione. Nel luglio 1984 il Basket Mestre segna il record nazionale di prima società a conquistare il titolo in tutte le categorie dei titoli nazionali giovanili, vincendo il titolo mancante della squadra "Propaganda".
Nel 1984-85 arriva il marchio Pepper; con la seconda stagione di Craig Shelton, arriva Ray Tolbert e debutta Claudio Pilutti. Altra salvezza per il Basket Mestre.
Il 1985-86 vede l'arrivo a Mestre dell'allenatore Gianni Asti e di Steve Lingenfelter, che rimane in squadra per tre stagioni. Il "Fernandel di Mestre" (così era chiamato Steve per la particolare somiglianza al noto attore) nella stagione è il giocatore dalla miglior % al tiro del campionato con oltre il 70% e aiuta Mestre a mantenere la categoria.
Nel 1986-87 la squadra allenata da Gianni Asti vede l'arrivo di Mauro Procaccini, Moreno Sfiligoi e David Lawrence, con l'esordio di Claudio Coldebella: Mestre sfiora ben 2 volte la promozione in Serie A1; dapprima in regular season dove perde il derby con la Benetton Treviso già promossa in A1 e quindi consente alla Liberti Firenze di salire di categoria grazie agli scontri diretti favorevoli con la compagine mestrina, e poi nella fase di playoff/playout dove la differenza canestri negli scontri diretti premia l'Ocean Brescia.

Claudio Pilutti in canotta Cuki Mestre nella stagione 1987-88.

L'anno successivo (sponsor Cuki) il Basket Mestre viene affidato nuovamente a Massimo Mangano (successivamente esonerato): la squadra dopo molte traversie e una girandola di giocatori statunitensi retrocede in Serie B1 salutando la Serie A dopo 14 stagioni.

### Gli anni bui
La stagione 1988-89 in serie B1 vede il trasferimento dei migliori giocatori e dei migliori talenti del settore giovanile a Desio, dove Celada era appena diventato proprietario. A Mestre la squadra è preparata per un campionato di vertice, allenata da Giulio Melilla, con il ritorno di Fabio Colombo ed un nucleo esperto. Ma la stagione non va come desiderato e dopo un buon girone d'andata la squadra sprofonda in classifica e termina il campionato al terz'ultimo posto con la retrocessione in Serie B2.
Nell'estate successiva arriva la cessazione dell'attività: il titolo sportivo della Serie B2 del Basket Mestre viene ceduto al Montichiari ed il settore giovanile rimanente (portati i migliori a Desio) viene fuso con quello della Reyer Venezia, che nel 1990 si trasferisce poi in terraferma per la revoca dell'omologazione al Palasport Arsenale per motivi di sicurezza.
Gli anni '90 vedono come formazione di punta del basket mestrino prima la Pallacanestro Mestrina, che però gioca una sola stagione di Serie B2 prima di retrocedere, e successivamente nel 1997 i Bears Mestre che acquistano i diritti di Serie B1 da Parma e che nel 1998-1999 arrivano a giocare la finale per la promozione in Serie A2, persa contro Vicenza ai supplementari della decisiva gara-3 in un Palasport Taliercio finalmente gremito. È un colpo dal quale i Bears Mestre non si riprendono più e arriva prima la retrocessione in B2, poi nel 2007 l'acquisizione da parte della Reyer Venezia tornata ai vertici nazionali (che in tale modo si prende il Palasport Taliercio allora in concessione ai Bears), e la chiusura dell'attività senior nel 2008.

### La rifondazione
Nel 2009 il Basket Club Mestre viene rifondato da un gruppo di appassionati driocasa.it col tentativo di mantenere viva la tradizione del basket mestrino in città con lo storico nome del Basket Mestre. Nella stagione 2010-2011 la rifondata società iscrive una squadra al campionato di Promozione veneziana (sfiorando la promozione in serie D, persa con il "Litorale Nord"), e nel 2011-2012 riavvia anche l'attività del settore giovanile e minibasket (perdendo ancora la promozione in serie D in Gara3 contro l'Alvisiana Venezia).

### Il Basket Mestre 1958
Nel 2012 viene fondata da Guglielmo Feliziani una nuova società che acquisisce i diritti di Serie C regionale con il nome di Basket Mestre 1958, in accordo con il gruppo di appassionati titolare del Basket Club Mestre dal 2009. Il Basket Mestre 1958 nelle stagione 2012-13 conquista la Divisione Nazionale C, e sfiora la promozione in Serie B nella stagione successiva partecipando inoltre alla Coppa di Lega di categoria.
Seguono poi un paio di stagioni deludenti con la società che non si qualifica alla fase promozione nel 2014-15 ed esce ai quarti di finale playoff nel 2015-16, stagione segnata dall'avvicendamento in panchina tra Davide Toffanin, allenatore dal 2012 della squadra, e Marzio Longhin a seguito di un periodo negativo a gennaio.
Nel 2016-17 la squadra parte male e dopo la quinta giornata ritorna Davide Toffanin come allenatore capo. La società rimane coinvolta nel caso dei mancati requisiti per la partecipazione dei giocatori statunitensi alle categorie nazionali non professionistiche e deve perdere gli americani Steve Custis e Alssene Saintilus; una grande reazione del gruppo permette di partecipare ai playoff, vincere i quarti di finale contro lo Jadran Trieste e perdere solo ai supplementari di gara-3 la semifinale contro Oderzo.
Nella stagione 2017-2018 subentra alla guida della squadra coach Fabio Volpato. La stagione parte male, col Basket Mestre nelle posizioni inferiori della classifica per tutto il girone d'andata, ma il girone di ritorno è splendido (una sola sconfitta) e i playoff vedono la sconfitta in gara 3 di finale contro la Rucker San Vendemiano, dopo che i biancorossi erano +7 e palla in mano a 2'30" dalla fine. Nella stagione 2018-2019 la regular season è trionfale con una sola sconfitta in 30 partite; ai playoff si raggiunge la finale, ma l'esito è negativo con la sconfitta 2-0 contro la Falconstar Monfalcone. La società viene comunque ripescata per la partecipazione al campionato di Serie B (pallacanestro maschile) per la stagione 2019-2020.

### La Serie B 2019-20 e 2020-21
Nella stagione 2019-2020 il Basket Mestre conferma coach Fabio Volpato e parte del nucleo delle passate stagioni di Serie C. L'inizio di stagione è traumatico, con 7 sconfitte consecutive ad aprire l'annata. La società decide di confermare la fiducia all'allenatore e di intervenire sul mercato giocatori, con l'arrivo di Castelli e Perez. La squadra ha una pronta reazione e riesce a risalire la classifica, arrivando all'ottava posizione che sarebbe valsa la partecipazione ai playoff prima della chiusura anticipata della stagione a causa della pandemia di COVID-19.
La stagione 2020-2021 (con una particolare formula) parte invece bene (3 vittorie su 4 partite) ma poi, anche a causa di infortuni a giocatori fondamentali, il Basket Mestre incappa in una serie di 7 sconfitte consecutive, riprendendosi solo il 21 febbraio con la vittoria contro il Guerriero UDP Padova (86-81). La domenica successiva Mestre perde di un punto con l'altra squadra padovana (Virtus Padova), ed il mercoledì 10 marzo il coach Fabio Volpato viene esonerato e sostituito da Piero Coen, che debutta il 21 marzo alla prima partita della "seconda fase" con una vittoria (81-77) contro la Virtus basket Civitanova. Dopo la partita persa a Jesi il mercoledì successivo, Mestre si riprende la domenica 28 marzo vincendo (81-72) contro il Giulia Basket Giulianova. Dopo altre 2 sconfitte, Mestre il 21 aprile va a vincere (78-65) a Montegranaro e la domenica successiva vince (68-62) con il Ristopro Fabriano (sfida storica della serie A2 negli anni '80) e si allontana dalla retrocessione diretta, rimanendo in corsa per la salvezza "senza playout". Deciderà tutto la sfida con il Luciana Mosconi Ancona del 2 maggio, partita che viene vinta (73-58). Bisognerà attendere il recupero della partita della Pontoni Falconstar Monfalcone (con Fabriano sabato 8 maggio) per la classifica finale. A detta partita Fabriano giunge già con il matematico primato e schiera le "seconde linee" (onde non rischiare i migliori, in vista dei playoff) e quindi realizza il "biscotto" perdendo la partita. Mestre accede quindi ai playout che si svolgeranno il 16,18 (Mes.), 21,23 (Mont.) e 26 maggio (Mes.) contro il Montegranaro. Le partite vengono rinviate (al 2, 4 e 6 giugno) a causa del Covid per 9 giocatori su 10 del Montegranaro. Il Vega Mestre vince 3-0 (67-58, 81-73 e 62-56 a Montegranaro) e si salva (con i rimpianti delle 5 partite perse di un punto nella prima fase del campionato).

### La Serie B 2021-22
La stagione 2021-22 vede l'arrivo dello sponsor Gemini, del nuovo allenatore Andrea Ferraboschi, ed una squadra rivoluzionata per 6/13 con l'arrivo di due pivot (Matías Bortolín e Arsenije Stepanovic). Sin dalle prime gare la squadra è prima in classifica (ottobre - novembre, 8/8, prima solitaria dopo l'ottava giornata), poi gli infortuni ai due pivot portano ad un calo di rendimento ed alla perdita di tre partite. Alla pausa natalizia (tredici giornate) è terza con 20 punti, ed alla fine del girone d'andata rimane sempre terza. L'anno nuovo comincia con un rinvio (San Vendemiano) e poi due vittorie (Fiorenzuola e in casa contro il WithU Bergamo) ed un altro rinvio (Bernareggio) che la portano a 24 punti, poi il 6 febbraio (con oltre 20 giorni di stop) la sconfitta a Desio (Rimadesio-Gemini 81-76), ma rimane terza pari merito (Rucker San Vendemiano). La domenica successiva la Gemini perde in casa contro il Civitus Allianz Vicenza ed il sabato 19 febbraio perde al supplementare (87-80 buttando la partita, avendo anche avuto un vantaggio di 16 punti) a San Lazzaro di Savena col Bologna Basket 2016 (che lotta per la salvezza), inserendosi in "periodo nero" di crisi di risultati, e scivola quarta, con due partite da recuperare. Il 27 febbraio ritorna la vittoria (92-71) contro la Pontoni Falconstar Monfalcone, scacciando le arie di crisi. Il mercoledì successivo il recupero con San Vendemiano e la Gemini (avanti di 4 ad un minuto dalla fine) al fotofinish perde di un punto (66-65) con l'ultimo tiro che si ferma sul ferro. Dopo la vittoria con Olginate (84-70) il 13 marzo il recupero con Bernareggio, dove Mestre vince (97-78) agguantando e superando per differenza canestri negli scontri diretti San Vendemiano, al terzo posto in classifica con 30 punti. La domenica successiva vince a Crema (87-70) (rimanendo al terzo posto con 2 punti di vantaggio sul San Vendemiano, perdente a Cividale) ed il 27 marzo vince in casa con il Lumezzane (64-52) portandosi a 34 punti e con la matematica certezza di disputare i playoff. Anche il mese di aprile comincia con una vittoria (Jesolo, 76-74) e mantiene la terza posizione in classifica (36 punti), festeggiando le 100 vittorie in trasferta del "nuovo" Basket Mestre (dalla rinascita). Domenica 10 aprile vede la sfida casalinga con Ferraroni Ju.Vi. Cremona seconda in classifica che si gioca l'aggancio al primo posto, partita che viene persa 77-72 e Mestre viene raggiunta a 36 punti dal San Vendemiano. Segue la proibitiva trasferta di Cividale del Friuli con l'altra prima in classifica, partita che viene persa ma Mestre mantiene la terza posizione grazie alla contemporanea sconfitta di San Vendemiano a Cremona. La domenica successiva Mestre perde a Padova contro l'Antenore Energia e passa quarta in classifica, posizione poi mantenuta sino alla fine del campionato. Ai Playoff incontra al primo turno la squadra di Pavia. Al PalaVega vince (84-75) la prima partita della serie, bissandosi 2 giorni dopo (80-68). Si reca poi il venerdì 20 al PalaRavizza di Pavia per la terza partita che perde (81-69), perdendo poi anche la quarta (80-70) e rinviando tutto al mercoledì 25 al Palavega, partita vinta dalla Riso Scotti Pavia (67-56) e Mestre saluta i sogni di promozione in A2. Il venerdì 27 l'annuncio societario dell'esonero di allenatore e vice (Andrea Ferraboschi e Gabriele Longo). Il 9 giugno l'annuncio del nuovo allenatore: Cesare Ciocca.

### La Serie B 2022-23
La stagione 2022-23 comincia con la Supercoppa di serie B dove Mestre sconfigge dapprima la Falconstar Monfalcone, poi la Brianza Casa Basket 2022 e successivamente la Rucker San Vendemiano. Per l'accesso alle Finalfour di Forlì, martedì 20 settembre l'incontro dei quarti a Orzinuovi con l'AgriBertocchi (proveniente dalla A2), partita difficile con Matías Bortolín che gioca solo 7 minuti ed esce per infortunio, ed alla fine Mestre perde (75-59) venendo eliminata. L'AgriBertocchi Orzinuovi vincerà poi la Supercoppa (70-68 la finale con Roseto). Alla prima giornata Mestre sbanca Reggio Calabria (87-76), alla seconda vince con la Rimadesio Desio (77-56) e alla terza a Padova contro l'Antenore Energia (80-74). Vince ancora la quarta in casa contro Crema (70-64), poi la quinta a Lumezzane (59-71) e la sesta con la Virtus Ragusa (82-58). La prima sconfitta arriva il 13 novembre a Mestre dalla pariclassifica Rucker San Vendemiano (73-81) e Mestre passa terza in classifica. Il sabato successivo la vittoria (84-82) a Bernareggio
con la Lissone Interni Brianza Casa Basket cui segue la vittoria casalinga (95-81) contro la Pontoni Monfalcone, portandosi a 6 punti di vantaggio dalla 5ª classificata. Il 4 Dicembre Mestre vince a Capo D'orlando (78-58) ed il mercoledì successivo batte la corazzata AgriBertocchi Orzinuovi (65-62) con un tiro da 3 di Alberto Conti dal cerchio di centrocampo all'ultimo secondo. Il sabato successivo Mestre vince a Bergamo (81-76) e si gode la vetta solitaria della classifica grazie alla sconfitta di San Vendemiano ad Orzinuovi, ed i punti di vantaggio sulla 5ª salgono ad 8. La domenica precedente il Natale l'inaspettata sconfitta casalinga (56-58) contro l'UBP Petrarca Padova e viene raggiunta al primo posto dall'Orzinuovi e dal San Vendemiano, ma i punti di vantaggio sulla 5ª rimangono 8. La prima partita del nuovo anno vede la sconfitta (71-66) a Vicenza contro la Civitus Allianz, dando un mezzo addio alle Final Eight di Coppa, ed inoltre i punti di vantaggio sulla 5ª classificata scendono a 6. Il 12 gennaio l'annuncio dell'arrivo di Pietro Bocconcelli a implementare la rosa mestrina. L'ultima di campionato vede Mestre riposare dopo la rinuncia del Green Basket Palermo (cui seguirà il 20-0 a tavolino) e la vittoria di Orzinuovi e San Vendemiano, e Mestre chiude il girone d'andata terzo a 24 punti, a 8 punti dalla quinta posizione. Alla prima di ritorno Mestre vince (97-69) contro Reggio Calabria e sale in seconda posizione, vista la sconfitta di San Vendemiano. L'ultimo sabato di gennaio l'anticipo a Desio dove Mestre batte la Rimadesio (79-69) 5^ in classifica, sulla quale i punti di vantaggio aumentano a 10. La giornata successiva Mestre vince al PalaVega (83-75) contro l'Antenore Energia Padova consolidando il 2º posto in classifica, con 4 punti di vantaggio su San Vendemiano. Il 12 febbraio la vittoria a Crema (84-75, con 6 giocatori mestrini in doppia cifra) ed i punti di vantaggio sul San Vendemiano salgono a 6. La domenica successiva la vittoria contro la LuxArm Lumezzane (72-60) ed i punti di vantaggio sulla 5ª salgono a 12. L'ultima domenica di febbraio Mestre viene sconfitta a Ragusa in una partita sempre condotta fino al pareggio finale (75-75), e gettata al supplementare (89-81) ed i punti di vantaggio sul San Vendemiano scendono a 4 e quelli sulla 5ª scendono a 10. Il primo sabato di marzo l'anticipo di San Vendemiano dove Mestre stravince (85-59) e si porta a 6 punti dalla terza (con la differenza canestri favorevole) ed a 12 dalla quinta. Dopo la settimana di pausa (finali di Coppa Italia) la domenica della festa del papà Mestre vince (81-68) con la Lissone Interni Brianza Casa Basket Bernareggio e si porta a 8 punti di vantaggio dalla terza. La domenica successiva vince a Monfalcone (94-74), raggiungendo l'obiettivo di inizio campionato, ovvero la matematica certezza dei playoff e della permanenza in B nazionale la prossima stagione. La prima domenica di aprile vince in casa (74-65) contro l'Infodrive Capo d'Orlando ed il mercoledì successivo sbanca Orzinuovi (70-65) portandosi in vetta alla classifica (a 44 punti, a pari merito con l'Agribertocchi, ma con gli scontri diretti favorevoli). La domenica 16 aprile l'incontro con la terz'ultima, il Bergamo Basket 2014 che infligge la sconfitta casalinga (92-93, partita buttata nell'ultimo quarto, 19-27 il parziale, a 75" dalla sirena Mestre era avanti di 9 ...) ed in classifica scende al 2º posto (vista la vittoria di Orzinuovi a San Vendemiano). La domenica 23 aprile la sconfitta (84-76) a Padova dall'UBP Petrarca, e Mestre dà l'addio ai sogni di primato. La domenica successiva la vittoria casalinga contro il Civitus Allianz Vicenza (79-63) e Mestre sale a 46 punti, a 2 da Orzinuovi (perdente). L'ultima giornata di campionato vede Mestre vincere (95-65) a Palermo. Mestre finisce seconda ed ai playoff incontra l'Unicosano Pielle Livorno, partite mestrine che si svolgono al Palasport Taliercio grazie all'accordo con la Reyer Venezia (concessionaria della gestione dell'impianto mestrino). Prima partita domenica 14 e seconda mercoledì 17 maggio (ore 20,00). La partita del 14 maggio, che segna il ritorno del BC Mestre nella sua storica casa (Taliercio) dopo 34 anni e davanti ad un pubblico di circa 2500 spettatori, vede la vittoria della squadra di casa (70-62). La seconda partita vede ancora la vittoria mestrina (75-63). La terza partita a Livorno vede la squadra di casa avanti di 15 (50-35) all'intervallo, e la rimonta e sorpasso mestrino (57-63) alla fine del terzo quarto. Il quarto quarto vede l'assenza di Matías Bortolín per infortunio, e Livorno vince (76-74) con un tiro negli ultimi secondi di gioco. Lunedi 22 la seconda partita livornese, che Mestre vince (80-71, senza Bortolin e Mazzucchelli) qualificandosi per la finale del Tabellone B, e le partite si giocano ad Orzinuovi (28 e 30 maggio) e Mestre 2 (e 4) giugno. La prima gara ad Orzinuovi (con Mestre senza Bortolín), viene vinta dalla squadra di casa (71-53), come pure la seconda (65-57, con Mestre senza Conti e con Bortolín claudicante). La partita di Mestre viene vinta dalla squadra di casa (73-71) dopo un supplementare, mentre la seconda vede i 40' finire ancora sul 66 pari (come due giorni prima) ma al supplementare vince Orzinuovi (73-71) che si qualifica quindi per le finali di Ferrara. A fine partita la squadra mestrina viene comunque osannata dal numeroso pubblico presente.

### La Serie B Nazionale 2023-24
Anche la stagione 2023-24 inizia con la Supercoppa, il 9 settembre a Mestre dove la squadra di casa viene sconfitta dalla Ruker San Vendemiano (64-73). Il campionato inizia il primo ottobre con la vittoria (80-72) a Faenza, cui segue la vittoria (al Taliercio, 94-66) contro la Civitus Allianz Vicenza. Mercoledì 11 ottobre la prima sconfitta (69-64) a Jesi contro la General Contractor. Domenica 15 Mestre si riscatta vincendo in casa (86-69) contro la Rucker San Vendemiano e sale seconda in classifica (in coabitazione con altre 4 squadre) dietro alla Tecnoswich Ruvo di Puglia vincente all'ultimo secondo contro Jesi. Sabato 21 ottobre la vittoria casalinga (79-76) sulla Liofilchem Roseto, mentre domenica 29 Mestre viene sconfitta a Ravenna dalla OraSì (70-61) e con 8 punti è terza in classifica (assieme a Ristopro Fabriano, Liofilchem Roseto e Rucker San Vendemiano) dietro a Ruvo di Puglia (a punteggio pieno, 12) ed Allianz Pazienza San Severo (10). Il primo novembre la sconfitta a Padova dalla Pallacanestro Virtus (69-62) cui segue la sconfitta casalinga (69-87) contro l'Andrea Costa Imola e la domenica successiva la sconfitta (85-60) di Ruvo di Puglia (prima in classifica). Con 8 punti Mestre è in decima posizione in classifica. Il sabato 18 novembre la vittoria (88-75) sulla Lions Bisceglie e Mestre risale all'ottavo posto in classifica. Il sabato successivo la sconfitta di Ozzano (68-64), cui segue la sconfitta del 3 dicembre a Chieti contro la LUX (70-67). Mercoledì 6 la vittoria casalinga (93-67) contro la Ristopro Fabriano e Mestre rimane 11^ in classifica, a 2 punti dai playoff. Giovedi 7 l'annuncio dell'ingaggio del giocatore Sven Smajlagic, guardia croata classe 1990 e proveniente dal Cibona Zagabria. Domenica 10 la partita esterna con la seconda forza del campionato, la Allianz Pazienza San Severo, vinta dai padroni di casa (81-77); Mestre resta 11^ ma i punti dalla zona playoff salgono a 4. Domenica 17 l'esordio di Sven Smajlagic (21 punti) e Mestre vince in casa (78-55) contro la Virtus Imola restando 11^ in classifica salendo a 2 punti dalla zona playoff. Sabato 23 la partita a Taranto col Cj Basket che viene vinta dai locali (79-69, "buttata" da Mestre nell'ultimo quarto) e la zona playoff sale a 4 punti. La prima partita del nuovo anno in casa a Trivignano contro la LuxArm Lumezzane viene vinta (52-58) e Mestre sale in classifica a 2 punti dalla zona playoff. La prima di ritorno è al Taliercio contro i Blacks Faenza viene vinta (77-65) e Mestre sale al 7º posto in classifica (in coabitazione con altre quattro squadre) a 4 punti dalla 5ª posizione. Il 18 gennaio l'annuncio dell'ingaggio di Simone Aromando, ala grande classe ’97 scuola Olimpia Milano. Sabato 20 la partita a Vicenza che viene persa (73-72) dopo il vantaggio per tutta la partita, buttata ai liberi e nel finale (subito un 7-0 gli ultimi 3 minuti). In classifica Mestre è ottava, a sei punti dalla quarta e quinta posizione. Mercoledi 24 la gara a Trivignano contro la General Contractor Jesi che viene vinta (68-63, con Aromando artefice di 24 punti, 12 rimbalzi, 4 assist ed un recupero) ed in classifica Mestre è ottava, a quattro punti dalla quarta e quinta posizione. La domenica successiva la partita di San Vendemiano contro la Rucker che vince (85-66) agguantando il secondo posto in classifica, mentre Mestre scende al nono ed i punti dalla quarta e quinta posizione diventano sei. Domenica quattro febbraio la proibitiva trasferta a Roseto contro la Liofilchem (seconda in classifica) che Mestre perde (94-74). Sabato 11 febbraio la partita al Taliercio contro l'OraSì Ravenna che si conclude con la vittoria mestrina (86-71). In classifica la Gemini è nona, a 4 punti dalla sesta. Mercoledì 14 la partita contro la Virtus Padova, che viene vinta (91-69) e Mestre è sempre nona, ad un punto dall'ottava ed a due punti dalla sesta posizione. Domenica 18 la partita di Imola contro la Andrea Costa, partita che Mestre vince (81-79) negli ultimi minuti (dopo essere stata sotto anche di 19 punti alla fine del terzo quarto, sotto di 16 a 6 minuti dalla fine). In classifica Mestre è ottava, ad un punto dalla settima e due punti dalla sesta posizione. Sabato 24 la difficilissima partita casalinga contro la Tecnoswich Ruvo di Puglia, prima in classifica. La partita viene vinta da Ruvo (66-58, con clamorosi favori arbitrali) e Mestre rimane comunque ottava, ad un punto dalla settima ed i punti dalla quinta e sesta posizione salgono a quattro. Domenica 3 marzo la trasferta di Bisceglie contro la Lions, partita che Mestre vince (90-74) ed in classifica sale settima, a due punti dalla sesta e quattro dalla quinta posizione. Domenica 10 al Palavega l'incontro contro la Logimatic Group Ozzano che viene vinto (93-65) ed in classifica Mestre è sesta (in coabitazione con altre tre squadre), a due punti dalla quinta. Il 16 marzo l'anticipo della 31ª giornata, Gemini Mestre - Allianz Pazienza San Severo che si conclude sul risultato di 82-61. Sabato 23 la 29ª giornata, Gemini Mestre - Lux Chieti, partita vinta dai mestrini (70-58). In classifica Mestre è sesta. Mercoledi 27 a Fabriano la partita spareggio per il quinto posto (con Mestre senza Smailagic e Perin, acciaccati, giocheranno solo in 7). La partita, alla fine del primo tempo Mestre è avanti di 9 (43-34) che si riducono ad uno alla fine del terzo quarto, ed a fine partita vince la Ristopro Fabriano (80-73) ed in classifica Mestre è sempre sesta (parimerito con altre tre squadre), a quattro punti dalla quinta posizione (Fabriano). Dopo la 31ª giornata Mestre è ancora sesta (in coabitazione con Faenza sulla quale ha gli scontri diretti favorevoli), sempre a quattro punti dalla quinta posizione (ormai quasi irraggiungibile a 3 giornate dal termine). Domenica 7 aprile al PalaRuggi di Imola la partita contro la Virtus, che si conclude con la vittoria mestrina (74-85) ed i punti dalla quinta posizione restano quattro. L'ultima partita casalinga a Trivignano vede la vittoria mestrina su Taranto (95-75) e la conquista matematica dei playoff. L'ultima giornata a Lumezzane vede la vittoria del Basket Mestre (87-84) che si classifica sesto (con i rimpianti delle partite buttate ad Ozzano, Padova, Taranto e Vicenza, altrimenti avrebbe avuto la quinta se non quarta posizione). Ai playoff Mestre incontra la terza del girone A, la Fabo Herons Montecatini (vincitrice della Coppa Italia 2024). Il 5 maggio primo incontro a Montecatini si conclude con la vittoria casalinga (83-76 coadiuvata da un arbitraggio casalingo scandaloso), come anche il secondo (82-73). Venerdi 10 la partita mestrina al Taliercio si conclude con la vittoria ospite (70-76). A fine partita la squadra viene comunque osannata dai circa 1200 spettatori presenti.

### La Serie B Nazionale 2024-25 - dalla 13ª posizione alla promozione in Serie A2
La stagione comincia il 28 settembre ad Orzinuovi contro la Logiman Pallacanestro Crema, partita che il BC Mestre butta perdendo (83-80). Il Mercoledì successivo al Taliercio la vittoria (85-64) sulla Neupharma Virtus Imola, cui segue la partita fuoricasa contro la UP Andrea Costa Imola che viene vinta (94-97). Domenica 13 ancora in trasferta a Piacenza contro la Bakery Basket il Basket Mestre vince (68-78) e sale quarto in classifica. Il mercoledì successivo la partita al PalaVega contro la capolista LuxArm Lumezzane viene vinta (92-79) e Mestre sale primo in classifica (in coabitazione con altre 4 squadre). Sabato 19 la sconfitta casalinga (69-79) contro l'altra prima in classifica, la SAE Scientifica Legnano. Il sabato successivo la trasferta al Palaborsani di Castellanza (VA) contro la AZ Pneumatica Robur Saronno, partita che a 7 secondi dalla fine vedeva Saronno in vantaggio 93-90 con due liberi a favore, sbagliati e seguente fallo intenzionale fatto. Mestre segna i 2 liberi e all'ultimo secondo Aromando segna il canestro della vittoria (93-94). La seguente partita casalinga contro il TAV Treviglio Brianza Basket viene persa (71-86) ed in classifica il Basket Mestre scende sesto (parimerito con altre tre squadre). Mercoledì 6 la partita ancora casalinga con il Novipiù Monferrato Basket viene persa (79-87) come pure vengono perse le seguenti partite a San Vendemiano (100-85) ed in casa il 14 novembre contro i Blacks Faenza (58-77). In classifica il BC Mestre è tredicesimo. Il 15 novembre la comunicazione dell'esonero dell'allenatore Cesare Ciocca, che viene sostituito provvisoriamente dall'allenatore in seconda, Giacomo Statua. Domenica 17 la vittoria a Fidenza dopo un supplementare (83-85) ed in classifica il BC Mestre si porta decimo. Mercoledì 20 l'annuncio del nuovo allenatore: Mattia Ferrari, che vanta nel proprio palmares due promozioni dalla B all'A2 con Legnano e Rinascita Rimini. Sabato 23 la partita casalinga contro la Virtus Ragusa si conclude con la vittoria mestrina (81-60). In classifica il BC Mestre è settimo, in coabitazione con altre 6 squadre (ed a 2 punti dalla quinta e 4 dalla terza). La seguente partita casalinga con la Fulgor Basket Omegna si conclude con una sconfitta (62-75), ed i classifica il BC Mestre scende decimo. La partita successiva di Desio vede ancora Mestre sconfitta (79-71), mentre invece domenica 15 dicembre Mestre vince a Fiorenzuola (67-93). Domenica 22 al Palavega Mestre sconfigge Vicenza (76-57) riportandosi decima, a due punti dalle ottave ed a quattro dalle seste. L'ultima partita dell'anno vede la sconfitta di Mestre a Capo D'Orlando dopo un tempo supplementare (106-99). Il 2 gennaio 2025, arriva a Mestre il playmaker Nicola Giordano, proveniente dalla Fortitudo Bologna. Il 5 gennaio la vittoria (103-84) contro Agrigento vede Mestre salire settimo in classifica (in coabitazione con altre 3 squadre). Sabato 11 la vittoria al Taliercio su Fidenza (78-61) ed in classifica Mestre sale sesta, a quattro punti dalle terze. Mercoledì 15 la sconfitta al PalaRuggi di Imola con la Virtus (92-87) ed in classifica i punti dalle terze salgono a sei. Segue la sconfitta a Monferrato (99-87) ed in classifica il BC Mestre è ottavo, a sei punti dalla quarta e dalla quinta. Domenica 25 al Taliercio la partita con l'Andrea Costa Imola che viene vinta (90-66) ed in classifica il Basket Mestre è settimo, a quattro punti dalla sesta e sei dalla quarta. Mercoledi 29 al PalaVega la partita con il Fiorenzuola Bees si conclude con la vittoria Mestrina (91-80). La classifica resta pressoché invariata. Sabato 1 febbraio la partita ad Omegna, quinta in classifica con quattro punti di vantaggio sul BC Mestre. La partita viene vinta dal BC Mestre (70-74) che si avvicina a 2 punti di distacco. Ed i punti dalla quarta (e quinta) scendono a quattro. Sabato 8 al Taliercio l'incontro con Piacenza che Mestre vince (69-58). In classifica sale al sesto posto, a due punti dal quinto e quattro dal quarto. Sabato 15 la partita di Vicenza dove il BC Mestre viene sonoramente sconfitto (89-62) ed in classifica i punti da quarta e quinta sono 4, rimanendo comunque sesta parimerito con altre tre squadre. Mercoledì 19 la partita al Taliercio contro il San Vendemiano vede Mestre in vantaggio di 15 punti al 32° e poi, complice la coppia arbitrale che con fischi assurdi manda gli ospiti in lunetta per 33 liberi totali, e dal 77-72 a 2 minuti dalla fine, subisce un parziale di 10-0 e perde (77-82). In classifica il BC Mestre è settimo ed i punti dalla quinta sono 4. Sabato 22 la proibitiva trasferta di Legnano, prima in classifica. La partita viene vinta dai mestrini (79-88). In classifica resta settima, a due punti dalla sesta e quattro dalla quarta e quinta. Segue la partita di Lumezzane che viene vinta dal BC Mestre (64-78). La classifica resta invariata. Sabato 1 marzo al Taliercio il BC Mestre vince (69-63) contro Desio, ed in classifica sale a 2 punti dalla quinta e sesta, e quattro dalla quarta. Segue la difficilissima trasferta a Treviglio, prima in classifica. La partita viene vinta dai mestrini (82-90) che in classifica salgono sesti, a due punti dalla quinta e quattro dalla quarta. Domenica 23 la partita al Taliercio contro la Robur Saronno, che viene vinta (91-70) ed in classifica il BC Mestre sale quinto (in coabitazione con Faenza ed Omegna), a due punti dalla quarta. La successiva partita di Agrigento viene persa (79-68) mentre la successiva casalinga al Taliercio contro Capo D'Orlando viene vinta (80-79). Il 13 aprile il Basket Mestre vince a Ragusa (76-91) ed è sesto in classifica, a 2 punti dalle quarte. Segue la decisiva trasferta di Faenza, settima in classifica. La partita si conclude con la vittoria del BC Mestre (70-74) che in classifica agguanta a 46 punti Omegna e Capo d'Orlando, raggiungendo matematicamente i playoff. L'ultima giornata vede Mestre vincente contro Crema (86-76), ma vincendo anche le altre due parimerito, per la classifica negli scontri diretti Mestre è sesta. Ai play-off incontra l'undici maggio la Gema Montecatini, partita che perde (66-59). La seconda partita, sempre a Montecatini il 13 maggio viene vinta dal BC Mestre (82-96). La terza partita venerdì 16 al Taliercio, davanti a 1500 spettatori, viene vinta dagli ospiti (72-79). La quarta partita domenica 18, sempre a Mestre viene vinta dai padroni di casa (83-71). Mercoledì 21 la bella a Montecatini viene vinta dai mestrini (69-78) che incontrano la Luiss Roma al Taliercio lunedì 26 e mercoledì 28, con gara 3 al PalaTiziano di Roma sabato 31. Il Basket Mestre vince la prima partita (91-83) ed anche la seconda (dopo un supplementare, 79-76). Sabato 31 a Roma si gioca la terza partita che viene ancora vinta dal Basket Mestre (66-81) che si qualifica per la difficilissima finale con la corazzata Roseto. La prima partita a Roseto l'8 giugno viene vinta dai padroni di casa (83-63). La seconda vede i mestrini in vantaggio di 5 punti alla fine del secondo e terzo quarto, per poi cedere ai padroni di casa nell'ultimo (72-69). La terza partita al Taliercio sabato 14 giugno, davanti a duemilacinquecento spettatori (dei quali 4-500 rosetani), vede i mestrini avanti nel punteggio solo i primi cinque minuti (11-2) e poi sempre sotto fino al 63-85 finale che decreta la vittoria della Coppa per Roseto e la promozione in A2. Pertanto Domenica 22 giugno alla Baltur Arena di Cento il Basket Mestre partecipa allo spareggio per la terza promozione in Serie A2 contro la Fabo Herons Montecatini. La partita vede Montecatini in vantaggio alla fine del secondo quarto (34-30), ed alla fine del terzo Mestre in vantaggio di due (47-49). Nei primi 5 minuti dell'ultimo quarto Mestre subisce un parziale di 14-3 (61-52) ma però poi recupera ed a poco più di un minuto dalla fine impatta (66-66), risultato che chiude i tempi regolamentari. Il supplementare si svolge inizialmente 2 minuti senza canestri, e poi a 1'40" Mazzucchelli segna il tiro del 67-71, subito dopo un altro canestro e poi una tripla portando il punteggio a 67-76. Poi, un altro giocatore mestrino segna da 3 il 67-79. Montecatini segna un canestro da 3 a 50" dalla fine, e la partita si conclude con la vittoria mestrina (70-79). Quindi la squadra ed il migliaio di tifosi al seguito festeggiano la promozione in Serie A2 per la stagione 2025-26, festeggiamenti spostatisi poi a Mestre in piazza Ferretto, dove son venuti anche poi tutti i giocatori e la società. L'allenatore mestrino Mattia Ferrari viene premiato con la targa di "allenatore dell'anno" per la Serie B, e viene riconfermato a Mestre per il prossimo biennio.

### La Serie A2 2025-26
Della squadra vincitrice la stagione precedente vengono riconfermati Lorenzo Galmarini, Nicola Giordano, Francesco Reggiani e Simone Aromando. Arrivano i giocatore USA KeShawn Curry e, da Nardò, Wayne Stewart jr.. Dalla Serie A2 arriva da Piacenza il play-guardia Federico Bonacini. Dalla serie B Nazionale arrivano da Latina il playmaker Costantino Bechi, dalla Fulgor Fidenza Simone Valsecchi e dalla Virtus Imola il centro camerunese (213 cm.) Seraphin Kadjividi.

## Stagioni e giocatori
| stagione  | main sponsor          | campionato                     | risultati e classifica               | post season | coppa Italia                                                                                  | coppe europee                                                             | formazione |
| --------- | --------------------- | ------------------------------ | ------------------------------------ | --- | --------------------------------------------------------------------------------------------- | ------------------------------------------------------------------------- | --- |
| 2025-2026 | Gemini                | Serie A2                       | - (20) (-)                           | | -                                                                                             | -                                                                         | Nicola Giordano, Lorenzo Galmarini, Francesco Reggiani, Simone Aromando, KeShawn Curry, Wayne Stewart jr., Federico Bonacini, Costantino Bechi, Simone Valsecchi, Seraphin Kadjividi. Allenatore: Mattia Ferrari (vice Giacomo Statua) |
| 2024-2025 | Gemini                | Serie B Nazionale Girone Nord  | 6 (20) (23-15)                       | finale play-off (0-3 vs Roseto) - finalina (79-70 vs Herons Montecatini) promossa in Serie A2                         | -                                                                                             | -                                                                         | Nicola Giordano, Pietro Bizzotto , Ousmane Maiga, Lorenzo Galmarini, Andrea Mazzucchelli, Marco Porcu, Andrea Lo Biondo, Marco Contento, Luca Brambilla, Mattia Dalle Carbonare, Francesco Reggiani, Leonardo Vecchina, Simone De Gregori, Armando Kazadi, Simone Aromando, Michele Rubbini. Allenatore: Cesare Ciocca fino 15 novembre 2024 e poi Mattia Ferrari (vice Giacomo Statua) |
| 2023-2024 | Gemini                | Serie B Nazionale Girone B     | 6                                    | primo turno playoff (0-3 Herons Montecatini)                                                                          |                                                                                               |                                                                           | Aromando Simone, Bizzotto Pietro, Bocconcelli Pietro, Bugatti Fabio, Caversazio Edoardo, Dalle Carbonare Mattia, Lenti Giovanni, Mazzucchelli Andrea, Morgillo Ivan, Pellicano Niccolo', Perin Marco, Porcu Matteo, Sebastianelli Fabio Massimo, Smajlagic Sven, Tibaldo Marco, Zampieri Emanuele, Zinato Elia. Allenatore: Cesare Ciocca (vice Giacomo Statua e Marco Rampado) |
| 2022-2023 | Gemini                | Serie B Girone B               | 2                                    | quarti di finale playoff (1-3 vs Orzinuovi) - promossa in Serie B Nazionale                                           | quarti di finale Supercoppa 2022-23                                                           |                                                                           | Bocconcelli Pietro, Bortolin Vara Matias, Caversazio Edoardo, Conti Alberto, Di Meco Manuel, Mazzucchelli Andrea, Pellicano Niccolò, Rossi Tommaso, Sebastianelli Fabio Massimo, Sequani Pietro, Tibaldo Marco, Zampieri Emanuele, Musco Edoardo, Zinato Elia. Allenatore: Cesare Ciocca (vice Giacomo Statua e Marco Rampado) |
| 2021-2022 | Gemini                | Serie B Girone B               | 4                                    | quarti di finale playoff                                                                                              |                                                                                               |                                                                           | Bettiolo Matteo, Bisceglie Gabriele, Bobbo Tommaso, Bortolin Vara Matias, Casagrande Giulio, Dal Pos Denis, Drigo Mathias, Fazioli Filippo, Ianuale Nicolo', Marini Douglas Agostino, Musco Edoardo, Petrucci Niccolò, Pinton Mauro, Stepanovic Arsenije, Zinato Elia. Allenatore: Andrea Ferraboschi (vice Gabriele Longo) |
| 2020-2021 | Vega                  | Serie B Girone B               | 12                                   | primo turno playout (3-0 vs Montegranaro)                                                                             |                                                                                               |                                                                           | Dal Pos Denis, Volpato Vittorio, Spatti Alessandro, Maran Dario Ludovico, Segato Andrea, Lazzaro Marco, Pinton Mauro, Gomirato Andrea, Rinaldi Niccolò, Rampado Marco, Salvato Gabriele, Bettiolo Matteo, Povelato Giacomo, Fazioli Filippo, Kitsing Kasper, Marini Douglas Agostino, Spizzichini Stefano. Allenatore: Fabio Volpato (esonerato) - Pietro Coen |
| 2019-2020 | Vega                  | Serie B Girone C               | 8                                    | campionato sospeso causa covid                                                                                        |                                                                                               |                                                                           | Agbortabi Riccardo, Bettiolo Matteo, Bonesso Marco, Bovo Davide, Castelli Riccardo, Di Prampero Federico, Lazzaro Marco, Malbasa Dorde, Maran Dario Ludovico, Perez Daniel Alexander, Pinton Mauro, Povelato Giacomo, Rampado Marco, Salvato Gabriele, Segato Andrea, Volpato Vittorio. Allenatore: Fabio Volpato |
| 2018-2019 | Emme Retail           | Serie C Gold, Girone Triveneto | 1 (14)                               | finale playoff - ammessa in Serie B                                                                                   |                                                                                               |                                                                           | Toffanin Pietro, Boaro Michele, Bonesso Marco, Rampado Marco, Maran Dario Ludovico, Segato Andrea, Lazzaro Marco, Povelato Giacomo, Cucchi Luca, Rossato Francesco, Gomirato Andrea, Diminic Mise, Salvato Gabriele, Galdiolo Nicolò, Basso Giovanni, Colamarino Giulio, Bisceglie Gabriele. Allenatore: Fabio Volpato |
| 2017-2018 | Emme Retail           | Serie C Gold, Girone Triveneto | 6 (14)                               | finale playoff |                                                                                               |                                                                           | Fabris Gabriele, Szalaiszter Sebastiano, Boaro Michele, Bedin Alberto, Prete Marco, Rosada Simone, Rampado Riccardo, Maran Dario Ludovico, Segato Andrea, Tagliapietra Andrea, Infanti Giovanni, Bei Michele, Cucchi Luca, Salvato Gabriele. Allenatore: Fabio Volpato |
| 2016-2017 | Emme Retail           | Serie C Gold, Girone Triveneto | 5 (14)                               | semifinale playoff |                                                                                               |                                                                           | Rosada Simone, Tagliapietra Andrea, Frattina Carlo, Rampado Riccardo, Saintilius Alssene, Prete Marco, Custis Steven Charles, Gomirato Andrea, Segato Andrea, Bjegovic Duro, Bedin Alberto, Fabris Gabriele, Maran Dario Ludovico, Tonetti Daniel, Ortolan Alvise, Cucchi Luca. Allenatore: Marzio Longhin (esonerato) - Davide Toffanin (subentrato) vice Riccardo Marchetto |
| 2015-2016 | Emme Retail           | Serie C Gold, Girone Triveneto | 6 (14) (14-14)                       | quarti di finale playoff (1-2 vs Caorle)                                                                              |                                                                                               |                                                                           | Marzaro Eric, Fabris Francesco, Lazzarin Davide, Rampado Riccardo, Chinellato Eros, Prete Marco, Pascon Tommaso, Mbaye Diadia, Lenti Ceo Luca, Bozhenski Stanislav Petrov, Verri Damiano, Fabris Gabriele, Maran Dario Ludovico, De Lazzari Luca, Ortolan Alvise, Pozzebon Michele, Gomirato Andrea. Allenatore: Davide Toffanin (esonerato) - Marzio Longhin (subentrato) vice Riccardo Marchetto |
| 2014-2015 | Gemini                | Serie C Nazionale, Girone C    | 9 (13) (9-15)                        | - | -                                                                                             | -                                                                         | 9 Andrea Delle Monache (1982, 200, Centro), 6 Eros Chinellato (1991, 190, Guardia), 13 Tomas Munaretto (1986, 195 Ala), 7 Marco Prete (1991, 200, Ala - Centro), 5 Niko Dal Pos (1991, 190, Play), 10 Adam Sean Mink (1991, 198, Ala), 4 Marco Zatta (1981, 194, Guardia - Ala), 16 Tommaso Pascon (1991, 182, Play), 11 Luca Trevisin (1991, 200, Ala - Centro), 12 Lorenzo Zorzi (1995, 175, Play), 8 Alvise Ortolan (1996, 189, Guardia), Rossi Cristian (1995, 191, Guardia), 15 Dario Maran (1994, 187, Guardia). Allenatore: Davide Toffanin                                                                             |
| 2013-2014 | Gemini                | DNC, Girone C                  | 2 (14) (17-9)                        | quarti di finale playoff (0-2 vs Arzignano)                                                                           | quarti di finale Coppa di Lega (0-1 vs LUISS Roma) Final Eight la Top5 della 1ª giornata: RNB | -                                                                         | 4 Gianluca Contessa (1993, 175, Pl), 6 Eros Chinellato (1991, 190, G), 7 Marco Prete (1991, 200, A), 8 Davide Tesolin (1994, 188, G-A), 9 Andrea Dalle Monache (1982, 200, Pv), 10 Dario Maran (1994, 188, G), 11 Mattia Calzavara (1997, 192, Apic.), 12 Alberto Livio (1991, 195, A-Pv), 13 Tomas Munaretto (1986, 195 Apic.), 14 Alvise Ortolan (1996, 188, A-G), 16 Tommaso Pascon (1991, 184 Pl), 18 Andrea Gomirato (1996 203 A-Pv), 20 Alessandro Donega, 23 Francesco Fabris (1997 172 Pl), Marco Zatta (G-A) (infortunio precampionato stop 1 anno) sostituito da: 34 Alberto Causin (A). Allenatore: Davide Toffanin |
| 2012-2013 | DB Elettronica        | C regionale Veneto             | 1 (16) (25-5)                        | promossa in Divisione Nazionale C                                                                                     | -                                                                                             | -                                                                         | Paolo Braidotti (G), Andrea Fortunati (Ag), Giovanni Freschi (Pl-G), Alberto Livio (Ag), Tomas Munaretto (A), Giacomo Pastore (G), Gianluca Pranzo (Pl), Andrea Pravato (Pl), Marco Prete (Pv), Mark Sprezzamonte (G), Marco Zatta (G-A), Lorenzo Zorzi (Pl-G), Federico Toniolo (Ag). Allenatore: Davide Toffanin. Allenatore 2^ : Alessandro Mainenti |
| 2011-2012 | Mercury               | Promozione Venezia             | 4^ - gir B 1ª fase, g.recup. 1^ (7^) | finale playoff (2-0 vs Fiamma Venezia, 2-0 vs Riviera, 1-2 vs Alvisiana)                                              | -                                                                                             | -                                                                         | 4 Sponchiado Matteo (dal 16/2/2012), 5 Lizza Fulvio, 6 Zamarin Matteo, 7 Zamengo Marco, 8 Feliziani Gabriele, 9 Zatta Massimo, 10 Bison Simone detto Sylvester, 11 Bovo Filippo (dal 15/02/2012), 13 Casson Daniele, 14 Stecca Daniele, 15 Carrer Lorenzo, 16 Vanin Paolo (K), 19 Olmesini Andrea (dal 15/03/2012), 20 Cimarosti Daniele. Giocatori rilasciati o trasferiti: 12 Cia Piercarlo (dal 10/12/2011), 4 Da Villa Jacopo (dal 15/02/2012). Direttore sportivo: Bovo Filippo. Allenatore: Guzzo Valentino. Allenatore 2^ e supervisore: Roberto Zamarin.                                                               |
| 2010-2011 | nessuno               | Promozione Venezia             | 1 (16) (28-2)                        | finale playoff (2-0 vs Marco&Todaro, 0-2 vs Litorale Nord)                                                            | -                                                                                             | -                                                                         | 4 Da Villa Jacopo, 6 Zamarin Matteo, 7 Barbiero Nicola, 8 Berlendis Tiziano Balder 9 Ranzato Riccardo 11 Bovo Filippo, 12 Lizza Fulvio, 14 Cuogo Davide, 15 Olmesini Andrea, 16 Vanin Paolo, 18 Bison Simone detto Sylvester (dal 14/01/2011), 20 Tegon Mauro. Giocatori rilasciati o trasferiti: 8 Michielin Andrea (dal 15/12/2010 al Marco & Todaro, Mestre). Allenatore: Guzzo Valentino. Allenatore 2^ e supervisore: Roberto Zamarin. |
| 1988-1989 | Full Supermercati     | B d'Eccellenza                 | 14 (16) (10-20)                      | retrocessa in B2 | -                                                                                             | -                                                                         | 9 Nicola Zangrando, 12 Alessandro Goti, 10 Dimatore, 15 Possemato, 8 Paolo Lanza, 11 Massimo La Torre, 14 Franco Rossi, 7 Alberto Vettorelli, 4 Sergio Biaggi, 5 Fabio Colombo. Allenatore: Giulio Melilla. Allenatore 2^ Fabio Trolese. |
| 1987-1988 | Cuki                  | A2                             | 16 (16) (9-21)                       | retrocessa in B d'Eccellenza                                                                                          | sedicesimi di finale (0-1 vs Reyer Venezia)                                                   | -                                                                         | Davide Ceccato, Franco Rossi, Claudio Pilutti (dall'11/10/1987), Mauro Piccoli, Steve Lingenfelter, Dave Lawrence (dal 07/02/1988), Paolo Lanza, Fabio Colombo, Claudio Coldebella, Livio Valentinsig, Alberto Vettorelli (dal 20/12/1987 al 27/12/1987), Giuseppe Maguolo (dal 29/11/1987 al 29/11/1987). Giocatori rilasciati o trasferiti: Jay Bilas (fino al 06/12/1987), Al Wood (dal 13/12/1987 al 31/01/1988), Marco Bergonzoni (fino al 20/03/1988). Allenatore: Massimo Mangano (4-14 tagliato 28/12/87), Giuseppe Barbara (5-16 dal 28/12/87)                                                                        |
| 1986-1987 | Pepper                | A2                             | 3 (16) (20-10)                       | playout gir. verde (3a) (6) (5-5)                                                                                     | ottavi di finale (1-1 vs Reggio Emilia)                                                       | -                                                                         | Livio Valentinsig, Steve Lingenfelter, Davide Ceccato, Claudio Coldebella, Enrico Di Pol, Daniele Lucantoni, Fabio Milani, Mauro Piccoli, Claudio Pilutti, Mauro Procaccini, Moreno Sfiligoi, Stefano Teso, Dave Lawrence. Allenatore: Gianni Asti. |
| 1985-1986 | Pepper                | A2                             | 13 (16) (12-18)                      | - | sedicesimi di finale (0-2 vs Benetton Treviso)                                                | -                                                                         | Livio Valentinsig, Darrell Lockhart, Giovanni Dalla Libera, Silvino Fusati, Fabio Milani, Roberto Paleari, Mauro Piccoli, Claudio Pilutti, Paolo Pressacco, Andrea Scarparo, Stefano Teso, Steve Lingenfelter. Allenatore: Gianni Asti. |
| 1984-1985 | Pepper                | A2                             | 13 (16) (12-18)                      | - | gir. qualificazione (2-4)                                                                     | -                                                                         | Lucio Lessana, Craig Shelton, Ray Tolbert, Massimo Borghetto, Federico Casarin, Stefano Maguolo, Massimo Rossi, Gianfranco Dalla Costa, Amedeo Rigo, Vito Fabris, Emanuele Vio, Antonio Policek, Alessandro Buiatti, Brett Vroman. Giocatori rilasciati o trasferiti: Brett Vroman. Allenatore: Claudio Bardini. |
| 1983-1984 | Lebole                | A2                             | 11 (16) (14-16)                      | - | gir. qualificazione (2-2)                                                                     | -                                                                         | Dario Ziglio, Bill Collins, Brett Vroman, Stefano Andreani, Massimo Borghetto, Federico Casarin, Giovanni Dalla Libera, Raffaele D'Ambrosio, Enrico Di Pol, Silvino Fusati, Roberto Paleari, Claudio Pilutti, Ferdinando Possemato, Carlo Scognamiglio, Stefano Teso, Livio Valentinsig, Craig Shelton. Allenatore: Claudio Bardini. |
| 1982-1983 | Lebole                | A1                             | 15 (16) (6-30)                       | retrocessa in A2 | -                                                                                             | ottavi Coppa Korac (2-0 vs Iraklis, 1-1 vs Stella Rossa)                  | Gianluca Manca, Jacky Dorsey, Essie Hollis, Luciano Bosio, Federico Casarin, Raffaele D'Ambrosio, Giorgio Dimatore, Andrea Facchin, Paolo Lanza, Ezio Riva, Carlo Scognamiglio, Stefano Teso, Amedeo Rigo, Franco Arrigoni, Fabio Milani, Gianfranco Dalla Costa, Massimiliano Emanueli, Lucio Brusò, Alex Bradley. Allenatore: Claudio Bardini (dal 18/10/1982), Moncho Monsalve (fino 18/10/1982). |
| 1981-1982 | Jesus Jeans           | A1                             | 9 (14) (15-17)                       | - | -                                                                                             | -                                                                         | Andrea Priori, Chuck Jura, Luciano Bosio, Massimo Codevilla, Fabio Colombo, Andrea Forti, Paolo Lanza, Stefano Teso, Franco Arrigoni, Amedeo Rigo, Walter Cella, John Brown. Allenatore: Massimo Mangano. |
| 1980-1981 | Superga               | A2                             | 2 (14) (22-10)                       | promossa in A1 quarti di finale playoff scudetto (2-0 vs Rieti, 0-2 vs Olimpia Milano)                                | -                                                                                             | -                                                                         | Damiano Cordella, Chuck Jura, Fabio Colombo, Andrea Forti, Paolo Lanza, Luigi Magro, Sergio Sarra, Paolo Volpato, Franco Arrigoni, Roberto Barbiero, Luca Fusaro, John Brown. Allenatore: Massimo Mangano. |
| 1979-1980 | Superga               | A1                             | 11 (14) (9-17)                       | retrocessa in A2 dopo spareggio vs Scavolini Pesaro                                                                   | -                                                                                             | quarti di finale Coppa Korac (1-1 vs Coventry, 3-3 nel girone dei quarti) | Tonino Valentinetti, Harthorne Wingo, Massimo Antonelli, Andrea Forti, Paolo Lanza, Luigi Magro, Alberto Marietta, Marco Pedrotti, Carmine Florio, Claudio Soro, Tom Barker. Allenatore: Massimo Mangano. |
| 1978-1979 | Superga               | A2                             | 1 (14) (17-9)                        | promossa in A1 ottavi di finale playoff scudetto (0-1 vs Pallacanestro Milano 1958)                                   | -                                                                                             | -                                                                         | Flavio Guerra, Harthorne Wingo, Massimo Antonelli, Massimo Borghetto, Andrea Forti, Stefano Maguolo, Marco Pedrotti, Ernesto Cima, Gianfranco Dalla Costa, Francesco Kunderfranco, Dulaine Harris. Allenatore: Massimo Mangano. Massaggiatore: Franky Piovesan. |
| 1977-1978 | Vidal                 | A2                             | 11 (12) (6-16)                       | gir. classif. B (7a) (8) (4-10) retrocessa in B dopo spareggio vs APU Udine acquisizione diritti di A2 da Alessandria | -                                                                                             | -                                                                         | Walter Cella, Mark Campanaro, Andrea Forti, Pietro Generali, Stefano Maguolo, Giorgio Morettuzzo, Alberto Facco, Roberto Bolzon, Fabio Rossi, Giovanni Pistollato, Aldo Tommasini, Paolo Gracis, Paolo Volpato, Rick Darnell. Allenatore: Roberto Zamarin (dal 10/01/1978), Sergio Curinga (fino 10/01/1978). |
| 1976-1977 | Vidal                 | A2                             | 6 (12) (11-11)                       | gir. classificazione B (6a) (8) (5-9)                                                                                 | -                                                                                             | -                                                                         | Fabio Rossi, Massimo Borghetto, Pietro Generali, Stefano Maguolo, Gianfranco Dalla Costa, Alberto Facco, Carlo Bertini, Giorgio Morettuzzo, Roberto Bolzon, Aldo Tommasini, Giovanni Pistollato, Ricciardelli, Flavio Guerra, Rudy Gallina, Rick Darnell. Allenatore: Sergio Curinga. |
| 1975-1976 | Duco                  | A2                             | 6 (12) (11-11)                       | gir. classificazione B (5a) (8) (6-8)                                                                                 | -                                                                                             | -                                                                         | Lucio Corrò, Massimo Borghetto, Marco Palumbo, Renato Villalta, Carlo Bertini, Gianfranco Dalla Costa, Alberto Facco, Giorgio Buzzavo, Paolo Gracis, Giovanni Pistollato, Daniele Corradini, Pietro Pascucci, Ezio Carretta, Mark Cartwright. Allenatore: Sergio Curinga. |
| 1974-1975 | Duco                  | A1                             | 13 (14) (4-22)                       | gir. classificazione B (2a) (9-5) 4a agli spareggi di Genova (0-2) retrocessa in A2                                   | -                                                                                             | -                                                                         | 4 Carlo Bertini, 5 Ennio Quintavalle, 6 Gianfranco Dalla Costa, 7 Giorgio Cedolini, 9 Massimo Borghetto, 10 Renato Villalta, 11 Carl Meier, 12 Giorgio Buzzavo, 13 Paolo Gracis, Pietro Pascucci, Enrico De Stefani. Allenatore: Augusto Giomo. |
| 1973-1974 | Duco                  | B                              | 1 (12) (18-4)                        | gir. finale 1a (8-2) promossa in A1                                                                                   | -                                                                                             | -                                                                         | 4 Daniele Corradini (h.2,00), 5 Ennio Quintavalle (1,82), 6 Gianfranco Dalla Costa (1.83), 7 Giorgio Cedolini (1,88), 8 Marco Palumbo (1,84), 9 Gianfranco Formenti (1,85), 10 Renato Villalta (2,03), 11 Alberto Facco (1,88), 12 Giorgio Buzzavo (1,99), 13 Paolo Gracis (1,94), 15 Enrico De Stefani (1,98) Allenatore: Augusto Giomo. |
| 1972-1973 | Fluobrene             | B                              | - (12)                               | - | -                                                                                             | -                                                                         | Pietro Pascucci, Giancarlo Nicoletti, Enrico De Stefani, - , Angelo Jula, Franco Della Penna, - , Franco Formenti, Ennio Quintavalle, Renato Villalta. Allenatore: Augusto Giomo. |
| 1971-1972 | Fluobrene             | B                              | 4 (12) (15-7)                        | - | -                                                                                             | -                                                                         | Pietro Pascucci, Giancarlo Nicoletti, Enrico De Stefani, Paolo Gracis, Angelo Jula, Franco Della Penna, Giorgio Cedolini, Franco Formenti, Ennio Quintavalle, Renato Villalta. Allenatore: Augusto Giomo. |
| 1970-1971 | Fluobrene             | B                              | 3 (12) (16-6)                        | - | -                                                                                             | -                                                                         | Pietro Pascucci, Giancarlo Nicoletti, Enrico De Stefani, Willy Pagani, Claudio Marsico, Paolo Gracis, Angelo Jula, Franco Della Penna, Giorgio Cedolini, Franco Formenti, Massimo Zanon, Ennio Quintavalle. Allenatore: Augusto Giomo. |
| 1969-1970 | Fluobrene             | B                              | 8 (12) (9-13)                        | - | -                                                                                             | -                                                                         | (alcuni - da completare) Bortoletto, Lessana, Orlandi, Muner Allenatore: Augusto Giomo. |
| 1968-1969 | Fluobrene             | C                              | 1 (12)                               | 1 promossa in B | -                                                                                             | -                                                                         | |
| 1967-1968 | Fluobrene             | C                              | - (12)                               | - | -                                                                                             | -                                                                         | |
| 1966-1967 | Leacril               | C                              | - (12)                               | - | -                                                                                             | -                                                                         | |
| 1965-1966 | Leacril               | C                              | 1 (16-2) (10)                        | 2^ - spareggi finali vinti Alpan Casale                                                                               | -                                                                                             | -                                                                         | |
| 1964-1965 | Leacril               | B                              | - (10)                               | riorganizzaz campionati A - B - C, ammessa in C                                                                       | -                                                                                             | -                                                                         | |
| 1963-1964 | Leacril               | B                              | - (10)                               | - | -                                                                                             | -                                                                         | |
| 1962-1963 | Leacril               | A (2ª serie) gruppo B          | 9 (10)                               | retrocessa in B | -                                                                                             | -                                                                         | |
| 1961-1962 | Dopolavoro Montedison | B                              | 1 (10)                               | promossa in A | -                                                                                             | -                                                                         | Roberto Zamarin, altri. |
| 1960-1961 | Dopolavoro Montedison | C                              | - (10)                               | - | -                                                                                             | -                                                                         | |
| 1959-1960 | Dopolavoro Montedison | C                              | - (10)                               | - | -                                                                                             | -                                                                         | |
| 1958-1959 | Dopolavoro Montedison | C                              | - (10)                               | - | -                                                                                             | -                                                                         | |

## 2024-2025
Aggiornata al 7 gennaio 2025
| Basket Mestre 1958 | Basket Mestre 1958 |
| Giocatori          | Staff tecnico      |
| ------------------ | ------------------ |

| N. | Naz.              | Ruolo | Nome                   | Anno | Alt.   | Peso   |  |
| -- | ----------------- | ----- | ---------------------- | ---- | ------ | ------ |  |
| 0  | Italia (bandiera) | P     | Nicola Giordano        | 2003 | 186 cm | 77 kg  |  |
| 2  | Italia (bandiera) | G     | Pietro Bizzotto        | 2007 | 190 cm | 90 kg  |  |
| 3  | Mali (bandiera)   | A     | Ousmane Maiga          | 2005 | 199 cm | 90 kg  |  |
| 4  | Italia (bandiera) | AC    | Lorenzo Galmarini      | 1995 | 200 cm | 95 kg  |  |
| 5  | Italia (bandiera) | P     | Andrea Mazzucchelli    | 1994 | 190 cm | 77 kg  |  |
| 7  | Italia (bandiera) | A     | Marco Porcu            | 2006 | 202 cm | 88 kg  |  |
| 9  | Italia (bandiera) | AC    | Andrea Lo Biondo       | 1998 | 204 cm | 94 kg  |  |
| 10 | Italia (bandiera) | G     | Marco Contento         | 1991 | 185 cm | 82 kg  |  |
| 11 | Italia (bandiera) | A     | Luca Brambilla         | 1996 | 194 cm | 90 kg  |  |
| 17 | Italia (bandiera) | G     | Fabio Sebastianelli    | 2001 | 195 cm | 84 kg  |  |
| 23 | Italia (bandiera) | A     | Mattia Dalle Carbonare | 2007 | 190 cm | 90 kg  |  |
| 25 | Italia (bandiera) | GA    | Francesco Reggiani     | 2002 | 195 cm | 85 kg  |  |
| 31 | Italia (bandiera) | PG    | Leonardo Vecchina      | 2007 | 184 cm | 69 kg  |  |
| 33 | Italia (bandiera) | A     | Simone De Gregori      | 2007 | 200 cm | 102 kg |  |
| 35 | Italia (bandiera) | P     | Armando Kazadi         | 2007 | 199 cm | 90 kg  |  |
| 45 | Italia (bandiera) | A     | Simone Aromando        | 1997 | 200 cm | 92 kg  |  |
| 55 | Italia (bandiera) | P     | Michele Rubbini        | 1999 | 185 cm | 77 kg  |  |

| Allenatore                                                                                         |
| - Mattia Ferrari                                                                                   |
| Assistente/i                                                                                       |
| - Giacomo Statua - Marco Rampado - Marco Raso Legenda - (C) Capitano - (IN) Inattivo - Infortunato |

## Allenatori
- 1958-68 ...
- 1968-75 Augusto Giomo (39-35 1973-75 + 110 vittorie 1968-73)
- 1975-78 Sergio Curinga (34-54)
- 1978 -- Roberto Zamarin (7-16)
- 1978-82 Massimo Mangano (65-66 in campionato + 4-4 in Korac)
- 1982 -- Moncho Monsalve (1-3 in campionato + 2-2 in Korac)
- 1982-85 Claudio Bardini (31-55 in campionato + 4-6 in Coppa Italia + 1-1 in Korac)
- 1985-87 Gianni Asti (37-33 in campionato + 1-4 in Coppa Italia)
- 1987 -- Massimo Mangano (4-10 in campionato + 0-1 in Coppa Italia)
- 1987-88 Giuseppe Barbara (5-11)
- 1988-89 Giulio Melilla (12-18)
- 2010-12 Valentino Guzzo (47-14)
- 2012-16 Davide Toffanin (58-40 in campionato + 0-1 in Coppa di Lega)
- 2016 Marzio Longhin (9-11)
- 2016-17 Davide Toffanin (17-9)
- 2017-19 Fabio Volpato (58-17)
- 2021 Piero Coen
- 2021-2022 Andrea Ferraboschi
- 2022-2024 Cesare Ciocca
- 2024- Mattia Ferrari

## Giocatori
- 7 Gianfranco Dalla Costa K (9+1)
- 7 Paolo Gracis (4+4)
- 6 Massimo Borghetto (6)
- 5 Andrea Forti K (12)
- 5 Stefano Teso K (10)
- 5 Ennio Quintavalle (1+4)
- 4 Renato Villalta(17)
- 4 Claudio Pilutti (17)
- 4 Paolo Lanza (14)
- 3 Marco Palumbo (15)
- 3 Stefano Maguolo (13)
- 3 Federico Casarin (13)
- 3 Mauro Piccoli (4)
- 2 Claudio Coldebella (20)
- 2 Giovanni Dalla Libera (17)
- 2 Silvino Fusati (8)
- 2 Giovanni Pistollato (4)
- 1 Giorgio Dimatore (3)
- 1 Alberto Vettorelli (7)
- 2 Roberto Bolzon (3)
- 2 Flavio Guerra (3)
- 2 Carlo Scognamiglio (2)
- 2 Raffaele D'Ambrosio (2)
- 2 Enrico Di Pol (3)
- 2 Davide Ceccato (2)

- Davide Ancilotto
- Claudio Coldebella
- Claudio Pilutti
- Stefano Teso (milit. - selezioni - over 40 e 45)
- Renato Villalta

- Harthorne Wingo (2)
- Chuck Jura (2)
- Dulaine Harris (1)
- John Brown (2)
- Steve Lingenfelter (3)
- Craig Shelton (2)
- Essie Hollis (1)
- Ray Tolbert (1)
- David Lawrence (1,5)
- Rick Darnell (2)
- Al Wood (1)

## Presidenti
Di seguito è presente la lista dei presidenti del club che si sono susseguiti fino ad oggi:
- 1958-65 Corich
- 1965-74 Boni
- 1974-75 -
- 1975-78 Arnaldo Premi
- 1978-89 Pieraldo Celada
- 2009-12 Claudio Prosperi
- 2012-13 Alessia Da Canal
- 2013- Guglielmo Feliziani

## Settore giovanile
Titoli giovanili
- Campionato italiano giovanile: 6

3 Scudetto U 15 (1974-75, 1980-81 e 1982-83)
1 Scudetto U 17 (1977-78)
1 Scudetto U 19 (1979-80)
1 Scudetto Propaganda (1983-84)
Il Basket Mestre è la prima squadra italiana a raggiungere il titolo in tutte le categorie giovanili esistenti all'epoca (1984).
Il settore giovanile del Basket Mestre è stato fucina di allenatori e giocatori che poi hanno militato nei massimi palcoscenici nazionali ed internazionali.
- 1967-68 -
- 1968-69 -
- 1969-70 - Paolo Gracis
- 1970-71 -
- 1971-72 -
- 1972-73 -
- 1973-74 - Gianfranco Dalla Costa, Marco Palumbo, Renato Villalta
- 1974-75 - Massimo Borghetto
- 1975-76 -
- 1976-77 - Roberto Bolzon, Flavio Guerra, Stefano Maguolo, Giovanni Pistollato
- 1977-78 - Andrea Forti, Paolo Volpato
- 1978-79 -
- 1979-80 - Paolo Lanza
- 1980-81 -
- 1981-82 - Stefano Teso
- 1982-83 - Federico Casarin, Giorgio Dimatore
- 1983-84 -
- 1984-85 - Giovanni Dalla Libera, Silvino Fusati, Claudio Pilutti
- 1985-86 - Mauro Piccoli
- 1986-87 - Claudio Coldebella
- 1987-88 -
- 1988-89 - Davide Ancilotto, Alberto Causin

## Tifoseria

### Storia
Il primo striscione appare nel 1976 ai tempi della Vidal Mestre ed è Prima Linea. Nel 1978 con lo sponsor Superga il gruppo si allarga e cambia nome in Fighters e nasce anche il Club Aleardi. All'interno del Palazzetto gli ultras si posizionano in Curva Nord.
Nel 1979 un gruppetto di Fighters porta il tifo organizzato in Curva Sud e nasce la Fossa degli Indiani, che dura però solo il tempo della stagione in A1 1979-1980.
Il ricambio generazionale in curva ha il suo definitivo esito nel 1985 quando con lo sponsor Pepper in A2 nasce la Vecchia Guardia Ultrà.
Nel 1988-89, con la stagione in B d'Eccellenza caratterizzata da contestazioni e dal calo delle presenze, in curva si collocano i Tower Supporters, orfani del Calcio Mestre.
Dalla prima stagione dopo la rifondazione è attiva invece la Banda Nialtri, che si scioglie nel 2017 a seguito di contrasti con la società. Al momento non vi è un gruppo egemone nella tifoseria mestrina, ma esistono varie sigle tra cui Gioventù Biancorossa e Gruppo 7 Maggio.

### Amicizie e rivalità
La tifoseria mestrina non ha mai vantato veri e propri gemellaggi. C'è stata un'amicizia con i supporters di Rimini causata dalla comune rivalità con Forlì e con i Forever Ultras al seguito della Pallacanestro Milano nel basket e dell'Inter nel calcio.
Lunga invece la lista di rivalità, che va dai derby con la Reyer Venezia e la Pallacanestro Treviso a rivalità nate sul campo come Forlì e Pesaro (a causa dello spareggio 1980), ma anche Gorizia, Udine, Pavia e Montegranaro, alla rivalità con Firenze, esplosa nel 1987 a causa dello sponsor Liberti, già sponsor di Treviso, e dell'epilogo della stagione 1986-1987, che vede Mestre perdere in casa della già promossa Treviso "consegnando" la promozione in A1 a Firenze.
Capitolo a parte merita il rapporto con la tifoseria della Fortitudo Bologna, con scontri verificatisi nel 1975 ma con la nascita di amicizie personali negli anni '80 e '90 con tanto di striscione FdL Mestre. Nel 2012 la Banda Nialtri espone uno striscione di solidarietà alla Fossa dei Leoni nell'ambito delle vicende societarie in casa Fortitudo.
Dopo la rifondazione nel 2012 è sorta una rivalità, a seguito delle numerose partite importanti disputate tra le due squadre, con Oderzo. Altra rivalità da segnalare è quella con Vigevano, la cui tifoseria organizzata è gemellata con quella di Venezia.

### Risultati derby
- 1962-63 (A) - Leacril-Reyer 48-63 ; Reyer-Leacril 59-44
- 1974-75 (A1) - Duco-Canon 87-85 ; Canon-Duco 90-77
- 1975-76 (A2) - Canon-Duco 80-77 ; Duco-Canon 66-71
- 1980-81 (A2) - Superga-Carrera 82-80 ; Carrera-Superga 103-95 ; Carrera-Superga 87-88
- 1981-82 (A1) - Jesus-Carrera 73-64 ; Carrera-Jesus 96-79 ; Carrera-Jesus 79-81
- 1982-83 (A1) - Carrera-Lebole 88-86 ; Lebole-Carrera 81-80
- 1983-84 (A2) - Lebole-Carrera 100-86 ; Carrera-Lebole 88-80
- 1984-85 (A2) - Pepper-Giomo 93-83 ; Giomo-Pepper 100-96
- 1985-86 (A2) - Giomo-Pepper 89-90 ; Pepper-Giomo 74-77

- 1980-81 (A2) - Liberti-Superga 81-72 ; Superga-Liberti 74-59 ; Superga-Liberti 86-76
- 1981-82 (A1) - Jesus-Benetton 70-73 ; Benetton-Jesus 72-69
- 1983-84 (A2) - Benetton-Lebole 71-77 ; Lebole-Benetton 84-86
- 1984-85 (A2) - Pepper-Benetton 93-83 ; Benetton-Pepper 100-96
- 1986-87 (A2) - Pepper-Benetton 67-71 ; Benetton-Pepper 89-83